# SG Flensburg-Handewitt
A Spielgemeinschaft Flensburg-Handewitt (SG Flensburg-Handewitt) Bajnokok ligája győztes, háromszoros német bajnok férfi kézilabdacsapat Flensburgban.

## Sikerei
- Német bajnokság: 3-szoros győztes
  - 2004, 2018, 2019
- Német-kupa: 4-szeres győztes
  - 2003, 2004, 2005, 2015
- Bajnokok ligája: 1-szeres győztes
  - 2014
- Kupagyőztesek Európa-kupája: 2-szeres győztes
  - 2001, 2012
- EHF-kupa: 1-szeres győztes
  - 1997

## Jelenlegi játékoskeret
A 2022–2023-as idény játékoskerete.
| Kapusok - 01 Benjamin Burić - 20 Kevin Møller Balszélsők - 29 August Pedersen - 31 Emil Jakobsen Jobbszélsők - 14 Teitur Örn Einarsson - 26 Jóhan Hansen Beállósok - 04 Johannes Golla - 05 Simon Hald - 66 Anton Lindskog | Balátlövők - 22 Mads Mensah Larsen - 33 Aaron Mensing - 64 Lasse Møller Irányítók - 23 Gøran Johannessen - 24 Jim Gottfridsson Jobbátlövők - 32 Franz Semper - 77 Magnus Abelvik Rød |